# Walter von Trauchburg
Walter von Trauchburg war von 1239 bis 1244 Abt des Klosters St. Gallen. Er entstammte einem Allgäuer Adelsgeschlecht, seine Mutter war eine von Güttingen.

## Wirken
Walter von Trauchburg war Werkdekan (decanus operis), als er sich in der Abtwahl von 1239 gegen seinen Konkurrenten Heinrich von Eichheim durchsetzte. Allerdings entbrannte um diese Wahl ein Streit, der 1240 auch in Rom ausgetragen wurde. Papst Gregor IX. beauftragte schliesslich den Bischof von Como, die Wahl zu untersuchen. Am Ende wurde Walter vor allem dank der Unterstützung durch Bischof Heinrich von Tanne von Konstanz als Abt bestätigt. Im Gegenzug händigte Walter von Trauchburg dem Konstanzer Bischof wichtige (päpstliche und bischöfliche) Urkunden aus, die das Verhältnis zwischen St. Gallen und Konstanz regelten.
Abt Walter war ein Parteigänger der Staufer. Sein Bruder Berthold war Hofrichter unter König Konrad IV. Im Kampf Konrads gegen das Papsttum und gegen den Erzbischof von Mainz leistete Walter von Trauchburg Waffenhilfe, weshalb der Kirchenbann über ihn verhängt wurde. Unter Abt Walter geriet die Klosterökonomie in eine Misslage, sodass der Abt und der Propst im Mai 1244 beschlossen, jährlich 50 Mark von ihren Einkünften zur Auslösung verpfändeter oder zum Erwerb neuer Güter aufzuwenden. Im Herbst des gleichen Jahres brachen mit der Besetzung der Stadt Wil zudem die kriegerischen Auseinandersetzungen mit den Toggenburger Grafen wieder aus. Abt Walter von Trauchburg war mit dieser Situation überfordert und demissionierte am 25. November 1244. Er siedelte ins Dominikanerkloster in Konstanz über.